# فيليب هيك
فيليب هيك (بالألمانية: Philipp Heck)‏ هو أستاذ جامعي ومحامي ألماني، ولد في 22 يوليو 1858 في سانت بطرسبرغ في روسيا، وتوفي في 28 يونيو 1943 في توبينغن في ألمانيا.